# Pampa Tholar de las Vicuñas
Pampa Tholar de las Vicuñas, cuyo nombre oficial es Área de Manejo Integrado Municipal Pampa Tholar de las Vicuñas, es una de las cuatro áreas protegidas del Departamento de Potosí y la única en el municipio de Villazón. Tiene una extensión de 58,480 hectáreas y se encuentra en una ecoregión de puna semiárida a árida, a altitudes entre los 3200 a 4700 m s. n. m.Su administración está a cargo del Gobierno Autónomo Municipal de Villazón, que la declaró área protegida mediante la Ley Municipal 81/2018.

## Características
El área está dividida en dos segmentos no contiguos ubicados en los sistemas de vida este y oeste. En el Sistema de Vida Este habitan ocho comunidades y predominan las planicies, serranías y piedemonte. Mientras que en el Sistema de Vida Oeste existe una comunidad y predominan serranías y montañas.
Entre la fauna dentro del área están el Suri o Ñandú de la Puna, clasificado como especie en peligro, el Cóndor de los Andes, una especie vulnerable, y la Vicuña, que si bien ya no es una especie amenazada representa un importante valor económico y cultural para las comunidades locales. La flora más relevante incluye a la Thola, Paja Brava o Ichu, Churqui, Cortadera, Yareta, Cardón Cabelludo y el Kepu.

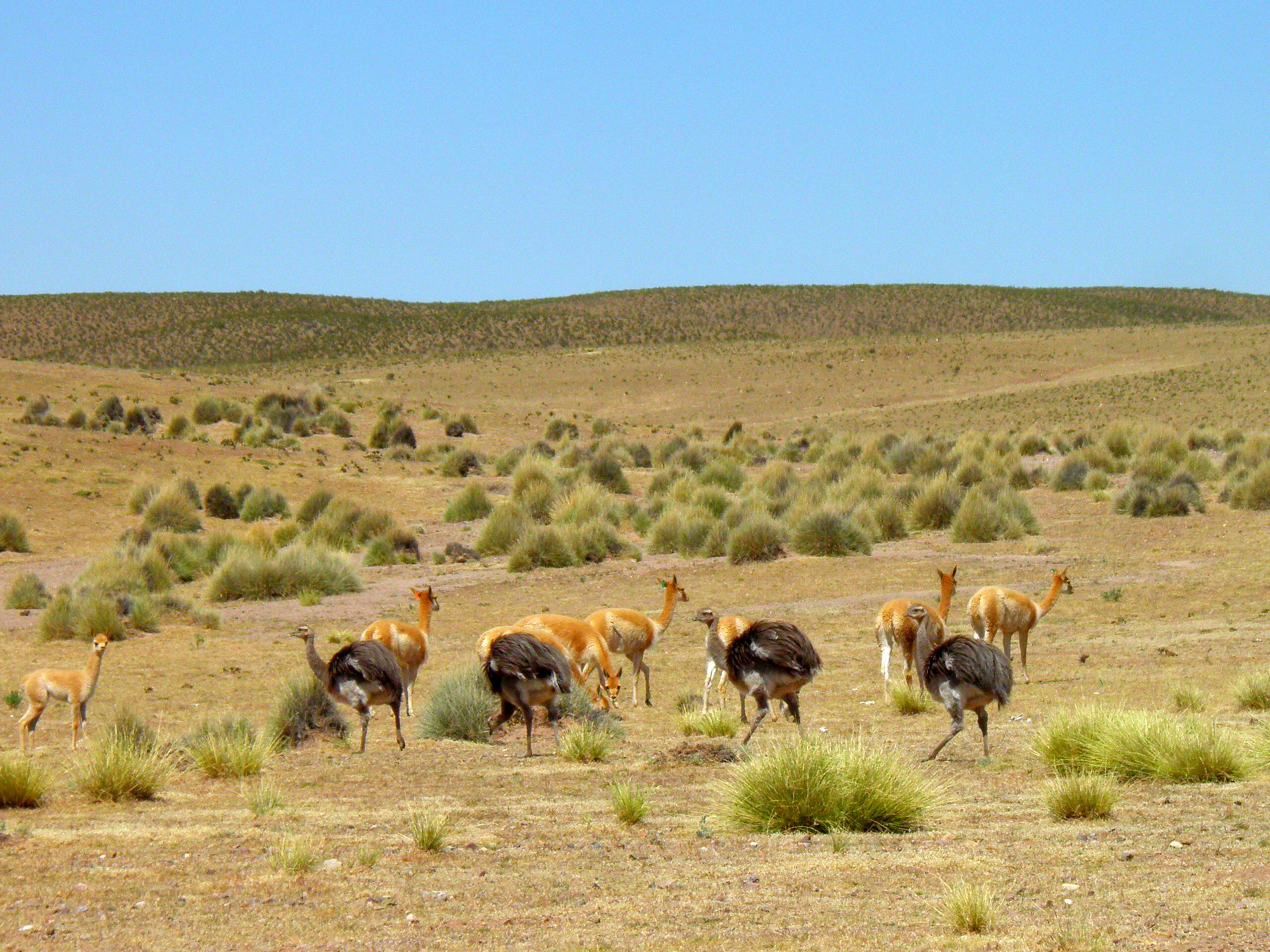
Suris y vicuñas en el sistema de vida oeste
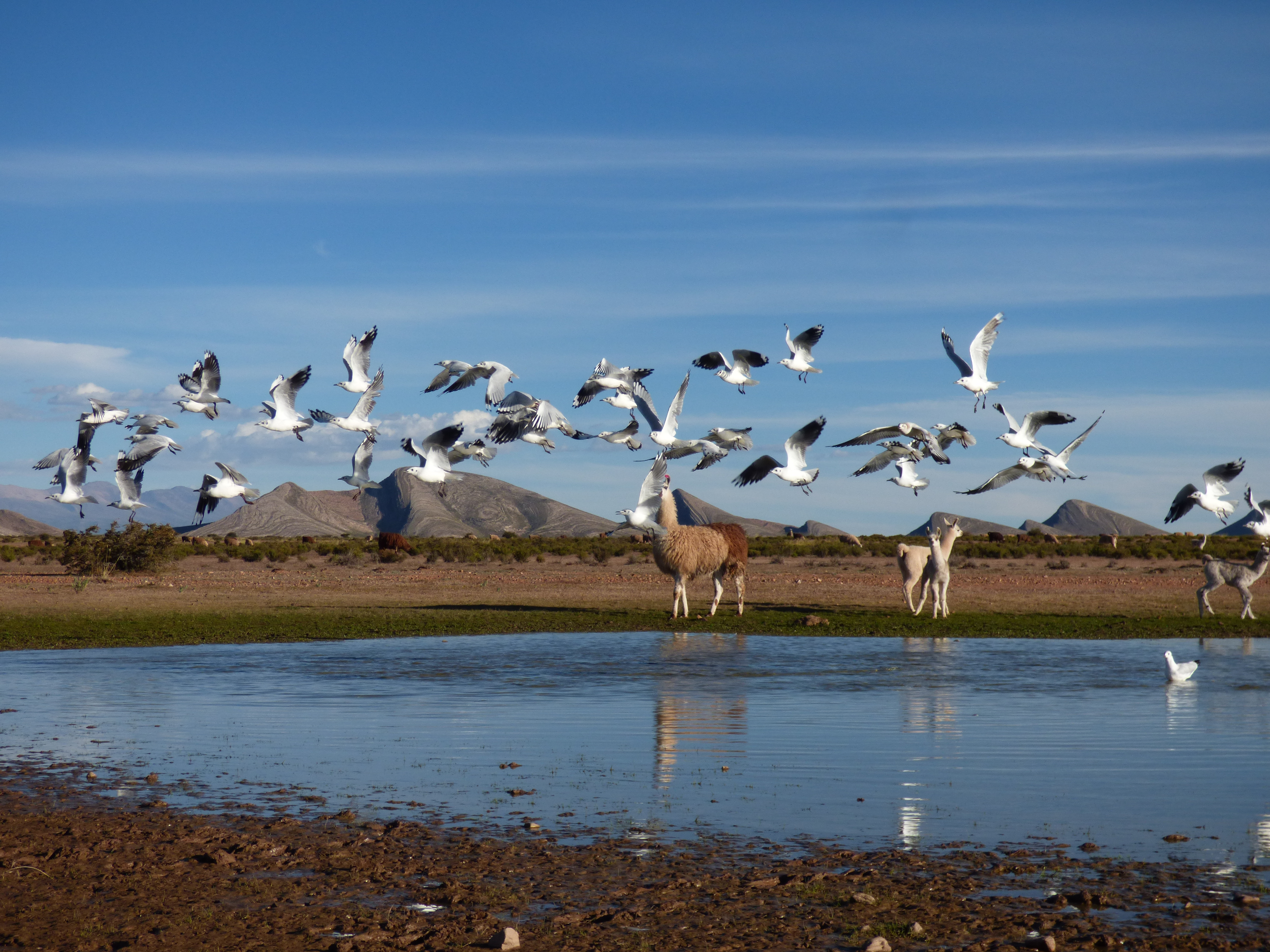
Lagunas estacionales
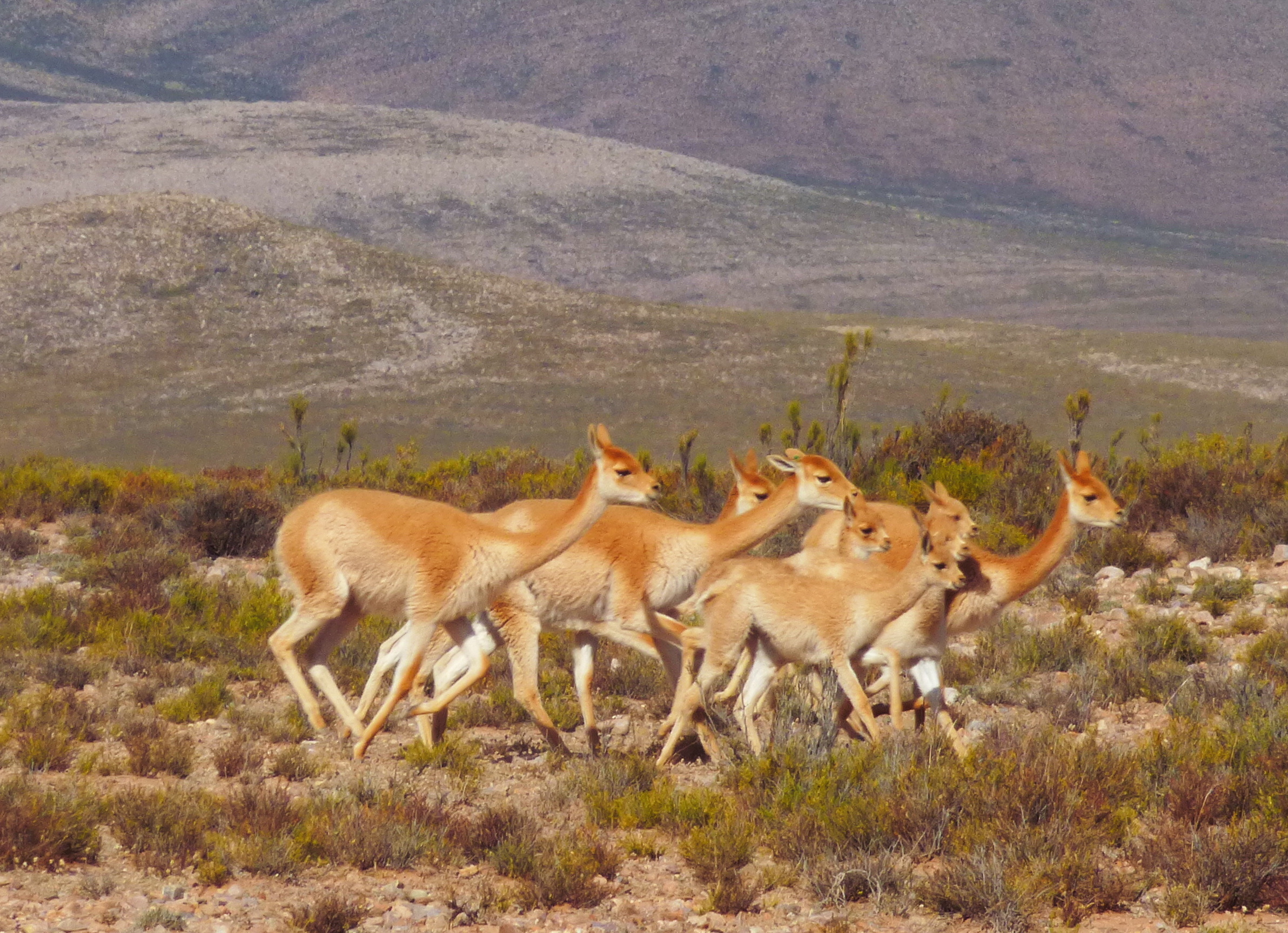
Grupo familiar de vicuñas sureñas

## Creación
El área Pampa Tholar de las Vicuñas fue creada con el objetivo de conservar la biodiversidad, paisajes y recursos hídricos de la región. Preservar el régimen hidrológico, los recursos genéticos y las funciones ecosistémicas en la región contribuye a mejorar las condiciones de vida de las poblaciones locales mediante el aprovechamiento sostenible de la fibra de vicuña y otros recursos naturales. Fenómenos que motivaron a esta declaración incluyen la erosión de suelos, la cacería furtiva de vicuñas y la expansión de la frontera agrícola.

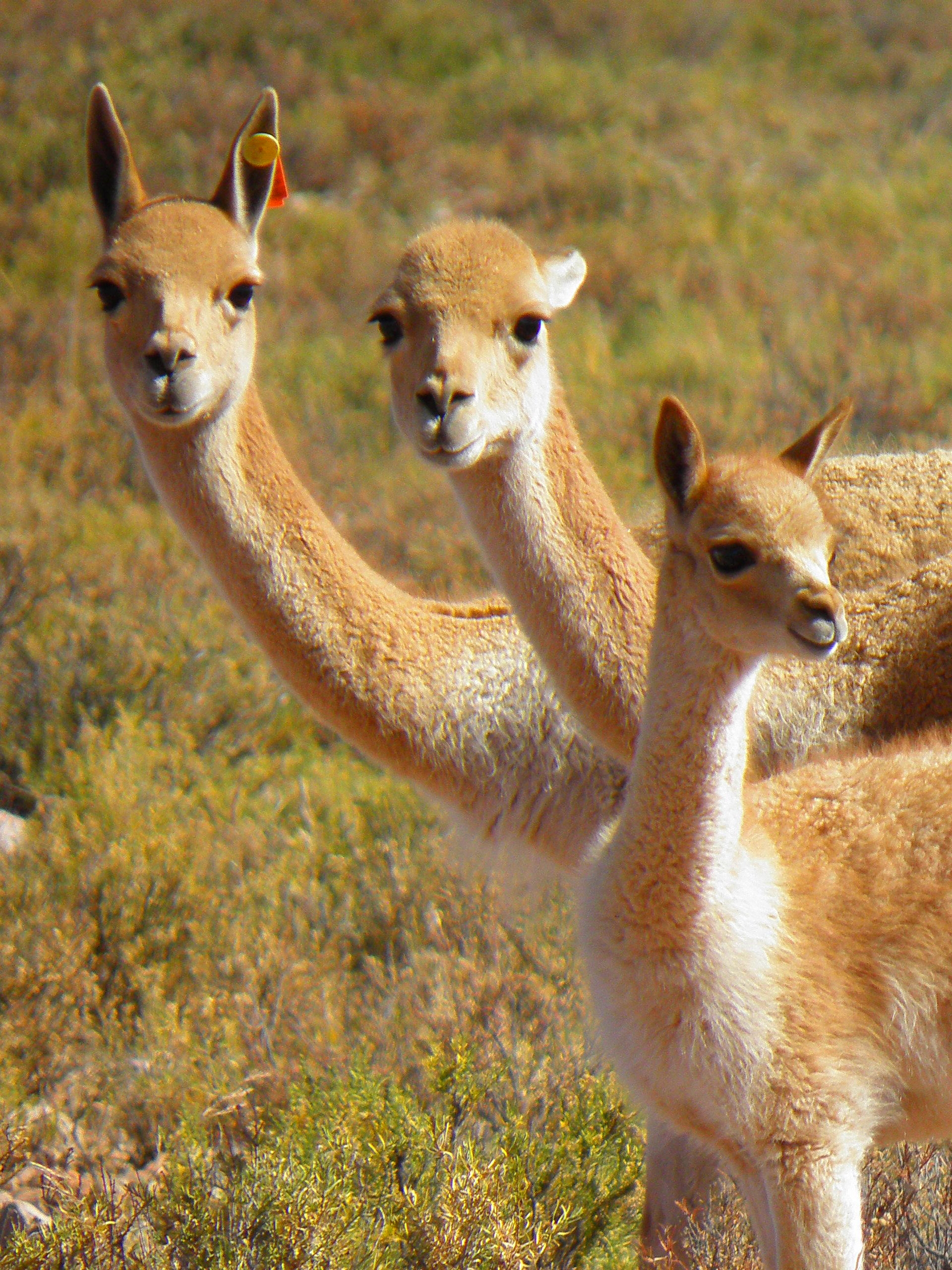
Familia de vicuñas en el área

La declaración como área protegida fue una iniciativa de las comunidades locales gestionada por la «Asociación Regional de Comunidades Manejadoras de Vicuñas Villazón» con apoyo del «Proyecto Biocultura y Cambio Climático» financiado por la «Cooperación Suiza en Bolivia» y ejecutado por la organización sin fines de lucro «PROMETA». Entre 2006 y 2008, por iniciativa de la entonces concejal municipal Lourdes Llanos, se conformó la Asociación y se realizaron la primera esquila y un censo donde se contaron 2 mil vicuñas. Según un censo más reciente, en 2017 este número ascendió a 11 mil vicuñas. Y si bien en un inicio la comunidad era escéptica del proyecto, en 2018 la Asociación ya reunía a 130 familias.

## Aspectos Socioeconómicos
Al menos 130 familias en el área generan ingresos por la venta de fibra de vicuña y son miembros de la «Asociación Regional de Comunidades Manejadoras de Vicuñas Villazón» (ARCMV Villazón). Una vez al año, las vicuñas son capturadas, esquiladas manualmente y luego liberadas nuevamente, una práctica conocida localmente como «chaku».
Cada año, el proyecto «Agenda de Responsabilidad Compartida Vicuña» (ARCO Vicuña) de la «Secretaría de Desarrollo Productivo y Medio Ambiente» del Gobierno Autónomo Municipal de Villazón, realiza un censo de vicuñas en el área.
| 2016  | 2017  | 2018  | 2019  | 2020 | 2021  | 2022  | 2023  | 2024  |
| ----- | ----- | ----- | ----- | ---- | ----- | ----- | ----- | ----- |
| 10742 | 10910 | 12459 | 13242 |      | 12267 | 11697 | 10439 | 13921 |

En 2024 se registraron 13,921 ejemplares, 63% de los cuales pertenecía a un grupo familiar (compuesto de un macho, una hembra y crías), 33.5% eran machos jóvenes (tropilla de machos), 1.2% eran machos o hembras solitarios y 2.2% ejemplares no diferenciados. Esta distribución se ha mantenido estable por varios años. Desde 2017, y con excepción de 2020 cuando no se realizó un censo, en promedio 68% de las vicuñas estaban en un grupo familiar, mientras que 26%, 1.5% y 3.5% fueron clasificadas como machos jóvenes, machos o hembras solitarios y ejemplares no diferenciados, respectivamente. En este periodo se registraron 12 mil vicuñas anualmente en promedio con picos altos en 2019 y 2024. La dimensión de la población parece estar determinada principalmente por la cantidad de machos jóvenes, mientras que las unidades familiares son más estables.
|      | Hembras | Machos | Crías | Tropilla de machos | Solitario | No diferenciado |
| ---- | ------- | ------ | ----- | ------------------ | --------- | --------------- |
| 2016 |         |        |       |                    |           |                 |
| 2017 | 4048    | 978    | 1868  | 3473               | 123       | 420             |
| 2018 | 4904    | 1253   | 2155  | 3162               | 183       | 802             |
| 2019 | 5037    | 1398   | 2499  | 3870               | 182       | 256             |
| 2020 |         |        |       |                    |           |                 |
| 2021 | 4707    | 1778   | 1978  | 3384               | 154       | 266             |
| 2022 | 4833    | 2186   | 2204  | 1745               | 206       | 523             |
| 2023 | 4565    | 706    | 1853  | 2726               | 251       | 338             |
| 2024 | 5568    | 828    | 2382  | 4671               | 166       | 306             |

En 2024, 12,505 vicuñas (89.8%) fueron registradas en la comunidad manejadora Sausalito. Mientras tanto, la proporción de vicuñas en unidades familiares es superior en las comunidades Hornos y Sarcari (74.5% y 75% respectivamente, en relación con el 61.7% en la comunidad Sausalito).
|           | Hembras | Machos | Crías | Tropilla de machos | Solitario | No diferenciado |
| --------- | ------- | ------ | ----- | ------------------ | --------- | --------------- |
| Hornos    | 415     | 71     | 202   | 211                | 7         | 17              |
| Sarcari   | 227     | 28     | 115   | 100                | 10        | 13              |
| Sausalito | 4926    | 729    | 2065  | 4360               | 149       | 276             |

En 2016 los miembros de la Asociación produjeron 150 kilogramos de fibra comercializados a un valor de 355 dólares por kg. El volumen fluctúa bastante. En 2015 fueron 500 kg. mientras que en 2017 350 kg. Esta fibra es comercializada a compradores en Italia y Argentina.
Otras actividades económicas en el área incluyen el cultivo de hortalizas, leguminosas, granos, tubérculos y frutales, y la producción de artesanías.